# Pro Gold Coast
Il Pro Gold Coast è una competizione di surf indetta dalla World Surf League (WSL) e facente parte del WSL Championship Tour, sia maschile che femminile, di cui è il primo evento in calendario. Essa si svolge annualmente, solitamente per una decina di giorni nel mese di marzo, a partire dal 2002, e si tiene presso Coolangatta, nel Queensland, in Australia.

## Sponsorizzazione
La gara è stata sponsorizzata dal 1996 al 2000 dalla Billabong, e per questo era nota come Billabong Pro Gold Coast, non è stata tenuta nel 2001, e dal 2002 è sponsorizzata dalla Quiksilver, ed è quindi attualmente nota come Quiksilver Pro Gold Coast. Per quanto riguarda la competizione riservata alla donne, essa dal 2002 al 2018 ha preso il nome di Roxy Pro Gold Coast in quanto sponsorizzata dalla Roxy, la linea di abbigliamento femminile della Quiksilver, mentre nel 2019, con il cambio di sponsor, il nome della competizione è stato Boost Mobile Pro Gold Coast.

## Albo dei vincitori della gara maschile
| Anno                      | Vincitore                 | Nazione                   | Punteggio                 | Secondo classificato      | Nazione                   | Punteggio                 | Montepremi                |
| Quiksilver Pro Gold Coast | Quiksilver Pro Gold Coast | Quiksilver Pro Gold Coast | Quiksilver Pro Gold Coast | Quiksilver Pro Gold Coast | Quiksilver Pro Gold Coast | Quiksilver Pro Gold Coast | Quiksilver Pro Gold Coast |
| ------------------------- | ------------------------- | ------------------------- | ------------------------- | ------------------------- | ------------------------- | ------------------------- | ------------------------- |
| 2019                      | Italo Ferreira            | Brasile                   | 12,57                     | Kolohe Andino             | Hawaii                    | 12,43                     |                           |
| 2018                      | Julian Wilson             | Australia                 | 17,43                     | Adrian Buchan             | Australia                 | 15,10                     |                           |
| 2017                      | Owen Wright               | Australia                 | 14,66                     | Matt Wilkinson            | Australia                 | 13,50                     |                           |
| 2016                      | Matt Wilkinson            | Australia                 | 14,20                     | Kolohe Andino             | Stati Uniti               | 13,66                     |                           |
| 2015                      | Filipe Toledo             | Brasile                   | 19,60                     | Julian Wilson             | Australia                 | 14,70                     |                           |
| 2014                      | Gabriel Medina            | Brasile                   | 16,33                     | Joel Parkinson            | Australia                 | 16,27                     |                           |
| 2013                      | Kelly Slater              | Stati Uniti               | 18,56                     | Joel Parkinson            | Australia                 | 17,47                     | 450.000 $                 |
| 2012                      | Taj Burrow                | Australia                 | 15,86                     | Adriano De Souza          | Brasile                   | 15,60                     | 425.000 $                 |
| 2011                      | Kelly Slater              | Stati Uniti               | 11,20                     | Taj Burrow                | Australia                 | 10,17                     | 425.000 $                 |
| 2010                      | Taj Burrow                | Australia                 | 15,57                     | Jordy Smith               | Sudafrica                 | 12,56                     | 400.000 $                 |
| 2009                      | Joel Parkinson            | Australia                 | 18,83                     | Adriano De Souza          | Brasile                   | 11,30                     | 340.000 $                 |
| 2008                      | Kelly Slater              | Stati Uniti               | 17,94                     | Mick Fanning              | Australia                 | 15,23                     | 325.000 $                 |
| 2007                      | Mick Fanning              | Australia                 | 16,17                     | Bede Durbidge             | Australia                 | 12,00                     | 300.000 $                 |
| 2006                      | Kelly Slater              | Stati Uniti               | 16,17                     | Taj Burrow                | Australia                 | 14,60                     | 280.000 $                 |
| 2005                      | Mick Fanning              | Australia                 | 16,97                     | Chris Ward                | Stati Uniti               | 11,90                     | 270.000 $                 |
| 2004                      | Michael Lowe              | Australia                 | 17,34                     | Andy Irons                | Hawaii                    | 14,16                     | 260.000 $                 |
| 2003                      | Dean Morrison             | Australia                 |                           | Mark Occhilupo            | Australia                 |                           |                           |
| 2002                      | Joel Parkinson            | Australia                 |                           | Cory Lopez                | Stati Uniti               |                           |                           |
| Billabong Pro Gold Coast  |                           |                           |                           |                           |                           |                           |                           |
| 2000                      | Sunny Garcia              | Hawaii                    | 24,70                     | Jake Paterson             | Australia                 | 18,55                     |                           |
| 1999                      | Beau Emerto               | Australia                 | 23,40                     | Nathan Webster            | Australia                 | 22,60                     |                           |
| 1998                      | Kelly Slater              | Stati Uniti               | 31,45                     | Pat O'Connell             | Stati Uniti               | 30,60                     |                           |
| 1997                      | Kelly Slater              | Stati Uniti               | 35,80                     | Peterson Rosa             | Brasile                   | 27,45                     |                           |
| 1996                      | Kaipo Jaquias             | Hawaii                    | 21,75                     | Jeff Booth                | Stati Uniti               | 21,65                     |                           |

## Albo delle vincitrici della gara femminile
| Anno                        | Vincitrice                  | Nazione                     | Punteggio                   | Secondo classificato        | Nazione                     | Punteggio                   | Montepremi                  |
| Boost Mobile Pro Gold Coast | Boost Mobile Pro Gold Coast | Boost Mobile Pro Gold Coast | Boost Mobile Pro Gold Coast | Boost Mobile Pro Gold Coast | Boost Mobile Pro Gold Coast | Boost Mobile Pro Gold Coast | Boost Mobile Pro Gold Coast |
| --------------------------- | --------------------------- | --------------------------- | --------------------------- | --------------------------- | --------------------------- | --------------------------- | --------------------------- |
| 2019                        | Caroline Marks              | Stati Uniti                 | 13,83                       | Carissa Moore               | Hawaii                      | 11,67                       |                             |
| Roxy Pro Gold Coast         |                             |                             |                             |                             |                             |                             |                             |
| 2018                        | Lakey Peterson              | Stati Uniti                 | 15,67                       | Keely Andrew                | Australia                   | 5,67                        | 303.900 $                   |
| 2017                        | Stephanie Gilmore           | Australia                   | 16,60                       | Lakey Peterson              | Stati Uniti                 | 12,66                       | 251.500 $                   |
| 2016                        | Tyler Wright                | Australia                   | 14,67                       | Courtney Conlogue           | Stati Uniti                 | 10,94                       | 275.500 $                   |
| 2015                        | Carissa Moore               | Hawaii                      | 18,43                       | Stephanie Gilmore           | Australia                   | 15,50                       | 262.500 $                   |
| 2014                        | Stephanie Gilmore           | Australia                   | 15,80                       | Bianca Buitendag            | Sudafrica                   | 10,47                       | 250.000 $                   |
| 2013                        | Tyler Wright                | Australia                   | 17,97                       | Sally Fitzgibbons           | Australia                   | 16,66                       | 120.000 $                   |
| 2012                        | Stephanie Gilmore           | Australia                   | 16,37                       | Laura Enever                | Australia                   | 14,20                       | 110.000 $                   |
| 2011                        | Carissa Moore               | Stati Uniti                 | 15,34                       | Tyler Wright                | Australia                   | 14,37                       | 110.000 $                   |
| 2010                        | Stephanie Gilmore           | Australia                   | 12,40                       | Melanie Bartels             | Stati Uniti                 | 10,36                       |                             |
| 2009                        | Stephanie Gilmore           | Australia                   | 16,07                       | Melanie Bartels             | Stati Uniti                 | 12,50                       |                             |
| 2008                        | Sofía Mulánovich            | Perù                        | 17,34                       | Samantha Cornish            | Australia                   | 7,83                        |                             |
| 2007                        | Chelsea Hedges              | Australia                   |                             | Carissa Moore               | Stati Uniti                 |                             |                             |
| 2006                        | Melanie Redman-Carr         | Australia                   |                             | Layne Beachley              | Australia                   |                             |                             |
| 2005                        | Stephanie Gilmore           | Australia                   |                             | Megan Abubo                 | Stati Uniti                 |                             |                             |
| 2004                        | Jacqueline Silva            | Brasile                     |                             | Rochelle Ballard            | Stati Uniti                 |                             |                             |
| 2003                        | Layne Beachley              | Australia                   |                             | Trudy Todd                  | Australia                   |                             |                             |
| 2002                        | Lynette MacKenzie           | Australia                   |                             | Jacqueline Silva            | Brasile                     |                             |                             |
| Billabong Pro Gold Coast    |                             |                             |                             |                             |                             |                             |                             |
| 2000                        | Layne Beachley              | Australia                   |                             |                             |                             |                             |                             |
| 1999                        | Serena Brooke               | Australia                   |                             |                             |                             |                             |                             |
| 1998                        | Trudy Todd                  | Australia                   |                             |                             |                             |                             |                             |
| 1997                        | Rochelle Ballard            | Stati Uniti                 |                             |                             |                             |                             |                             |
| 1996                        | Lynette MacKenzie           | Australia                   |                             |                             |                             |                             |                             |